# Jack McCarthy (football)
Pour les articles homonymes, voir Jack McCarthy.
Jack McCarthy, né le 29 mars 1898 et mort le 10 mars 1958, est un footballeur international irlandais. Plusieurs fois champion d'Irlande avec le Bohemian Football Club, il est international irlandais à six reprises et participe à la compétition de football lors des Jeux olympiques d'été de 1924 à Paris.

## Biographie

### En club
Lors de la saison 1923-1924, Jack McCarthy est titulaire dans l'équipe du Bohemian Football Club qui remporte pour la toute première fois le titre de champion d'Irlande. Les Bohs remportent le titre après avoir remporté quinze matchs successivement. Parmi les autres membres de cette équipe victorieuse on compte Bertie Kerr, Johnny McIlroy, Billy Otto, Christy Robinson, Dave Roberts qui est le meilleur buteur de la compétition et Johnny Murray.
Jack McCarthy remporte deux autres fois le championnat en 1928 et 1930. L'équipe des Bohemians qui gagne en 1927-1928 est un des plus forte de l'histoire du club. Avec des joueurs comme Peter Kavanagh, Harry Cannon, Jimmy White, Jimmy Bermingham, Jeremiah Robinson et Christy Robinson, McCarthy remporte toutes les compétitions dans lesquelles le club est engagé : le championnat donc mais aussi la Coupe, le Shield et la Leinster Cup.
Son frère Stephan est un des buteurs de l'équipe dans la deuxième moitié des années 1920. Plus tard son fils, lui aussi prénommé Jack jouera dans la même équipe lors de la saison 1953-1954.

### En équipe nationale
Quand Jack MacCarthy commence sa carrière internationale, deux équipes d'Irlande coexistent. Les deux fédérations nationales sélectionnent des joueurs sur la base de l'ensemble de l'île d'Irlande. D'une part, l'IFA basée à Belfast dirige l'équipe d'Irlande de football et d'autre part, la FAI, basée à Dublin organise l'équipe de l'État Libre d'Irlande. En conséquence de nombreux footballeurs, comme McCarthy, ont été amenés à jouer pour les deux équipes.
Jack MacCarthy dispute le 23 février 1924 un match amical de prestige avec le League of Ireland XI contre les écossais du Celtic Football Club. 22 000 spectateurs amassés à Dalymount Park à Dublin voient le Celtic l'emporter largement 3-0. Cette rencontre est organisée afin de financer le voyage de l'équipe nationale irlandaise qui va participer aux Jeux olympiques d'été de 1924 à Paris.
McCarthy joue au moins un match pour l'IFA : en 1921 il joue à Paris contre la France.
Entre 1924 et 1930 Jack McCarthy joue six fois pour l'équipe de l'État Libre d'Irlande. Les deux premiers de ces matchs ont lieu lors des Jeux olympiques d'été de 1924 à Paris. Il fait ses grands débuts internationaux le 28 mai 1924 à l'occasion de la victoire 1-0 sur la Bulgarie. Cette victoire qualifie les Irlandais pour les quarts de finale de la compétition. Le 2 juin 1924 McCarthy joue aussi cette rencontre. Les Irlandais s'inclinent contre les Pays-Bas 2-1 après prolongation. Après l'élimination, l'équipe irlandaise joue un match amical contre l'Estonie au Stade olympique et remporte la partie 3-1. Son match suivant a lieu en 1926 à l'occasion d'une défaite 3-1 à l'extérieur contre l'Italie. Ses deux dernières sélection auront lieu en Belgique : le 18 février 1928 pour une victoire en tant que capitaine 4-2 et le 11 mai 1930 pour une dernière victoire 3-1.

## Palmarès
Bohemian
- Championnat d'Irlande (3) :
  - Champion : 1923-24, 1927-28 et 1929-30.

- Coupe d'Irlande (1) :
  - Vainqueur : 1927-28.

- Ireland Shield (2) :
  - Vainqueur : 1927-28 et 1928-29.